# Villafranca de los Caballeros (kommun)
Villafranca de los Caballeros är en kommun i Spanien.   Den ligger i provinsen Toledo och regionen Kastilien-La Mancha, i den centrala delen av landet, 110 km söder om huvudstaden Madrid. Antalet invånare är 5 373. Villafranca de los Caballeros ligger vid sjön Laguna Chica.